# Arxipèlag dels Chonos
L'arxipèlag dels Chonos (archipiélago de los Chonos) és un arxipèlag compost d'una sèrie de milers d'illes muntanyoses allargades i poc elevades, situat dins la regió Aisén del General Carlos Ibáñez del Campo a Xile. Les badies profundes que separen les illes unes respecte a les altres suggereixen que es tracta d'una cadena enfonsada. Aquestes illes deshabitades estan cobertes de boscos i escassament poblada en la temporada d'estiu pels pescadors i els llenyataires. El canal Moraleda separa l'arxipèlag del continent.
Les illes més grosses són Melchor, Benjamin, Traiguen, Riveros, Cuptana, James, Victoria, Simpson, Level i Luz.
L'arxipèlag rep el seu nom en honor d'una ètnia ameríndia actualment desapareguda, els Chonos.